# Sbory dobrovolných hasičů ve Zlínském kraji
Jednotku sboru dobrovolných hasičů obce je podle § 29 zákona č. 135/1985 Sb., o požární ochraně povinna zřídit každá obec jako svoji organizaci, jejíž provoz a vybavení plně obec financuje. Mnohé obce jich zřizují více. Své jednotky sborů dobrovolných hasičů podniků zřizují též některé průmyslové, dopravní a jiné firmy. Jednotky sborů dobrovolných hasičů obcí a jednotky sborů dobrovolných hasičů podniků jsou mimo svého názvu označeny i šesticiferným evidenčním číslem (první trojčíslí odpovídá kraji a okresu) a podle své velikosti, významu a vybavení se člení do kategorií: jednotky, na něž jsou kladeny největší nároky jsou zařazeny v kategorii JPO II, jiné významnější jednotky v kategorii JPO III, malé jednotky jen s místní působností v obci v kategorii JPO V a podnikové jednotky s působností jen v podniku v kategorii JPO VI.
Hodně často díky svému názvu bývají zaměňovány se spolky, které se nazývají Sbor dobrovolných hasičů (např. Sbor dobrovolných hasičů Trnava). V tomto případě se jedná o spolky (bývalá občanská sdružení), které sdružují občany v rámci jejich volnočasových aktivit. Tyto spolky neprovádějí zásahovou činnost u mimořádných událostí (požárů, technických zásahů apod.), ale podílí se na výchově dětí a mládeže v oblasti požární ochrany, pořádají společenské akce v obci (plesy, masopustní průvody,...). Na jejich činnost přispívají obce dotacemi, obdobně jako pro myslivecké sdružení, fotbalisty, zahrádkáře, ...
Většina sborů dobrovolných hasičů, které jsou spolky registrované dle občanského zákoníku, má ve svém názvu buď celá slova Sbor dobrovolných hasičů nebo jen zkratku SDH, některé sbory však mají názvy tvořené jinak.
Sbory dobrovolných hasičů (spolky) v České republice zastřešuje nejčastěji Sdružení hasičů Čech, Moravy a Slezska (SH ČMS), některé sbory v Čechách i Česká hasičská jednota a některé sbory na Moravě včetně moravského Slezska i Moravská hasičská jednota.

## Seznam
Tento seznam obsahuje zatím především sbory uvedené v adresáři SH ČMS. Ve skutečnosti každá obec zřizuje nejméně jeden sbor.

### Okres Kroměříž
- SDH Bařice
- SDH Bezměrov
- SDH Bílany
- SDH Břest
- SDH Bystřice pod Hostýnem
- SDH Holešov: Hasiči Holešov
- SDH Hulín
- SDH Chropyně
- SDH Karolín
- SDH Kostelany
- SDH Kroměříž
- SDH Loukov
- SDH Ludslavice
- SDH Morkovice
- SDH Němčice u Holešova
- SDH Nětčice
- SDH Pačlavice, Lhota
- SDH Plešovec
- SDH Počenice
- SDH Postoupky
- SDH Pravčice
- SDH Přílepy
- SDH Rataje
- SDH Roštění
- SDH Rychlov
- SDH Rymice
- SDH Slavkov pod Hostýnem
- SDH Střílky[1]
- SDH Šelešovice
- SDH Trávník
- SDH Záhlinice
- SDH Zdounky
- SDH Žalkovice

### Okres Uherské Hradiště
- SDH Bánov
- SDH Boršice
- SDH Březová
- SDH Bystřice pod Lopeníkem
- SDH Komňa
- SDH Korytná
- SDH Kudlovice
- SDH Mistřice
- SDH Nedakonice
- SDH Nezdenice
- SDH Salaš[2]
- SDH Staré Město
- SDH Starý Hrozenkov
- SDH Strání
- SDH Suchá Loz
- SDH Traplice[3]
- SDH Tupesy
- SDH Uherské Hradiště
- SDH Vlčnov
- SDH Záhorovice
- a další

### Okres Vsetín
- SDH Dolní Bečva
- SDH Huslenky
- SDH Leskovec
- SDH Lhota u Choryně
- SDH Zašová
- a další

### Okres Zlín
- SDH Březůvky[4]
- SDH Držková
- SDH Kostelec (Zlín)
- SDH Lhota
- SDH Lípa
- SDH Luhačovice[5]
- SDH Malenovice
- SDH Napajedla
- SDH Oldřichovice
- SDH Pozlovice
- SDH Pradlisko
- SDH Racková
- SDH Štípa (Zlín)
- SDH Trnava
- SDH Želechovice nad Dřevnicí
- a další